# Kathleen Parlow

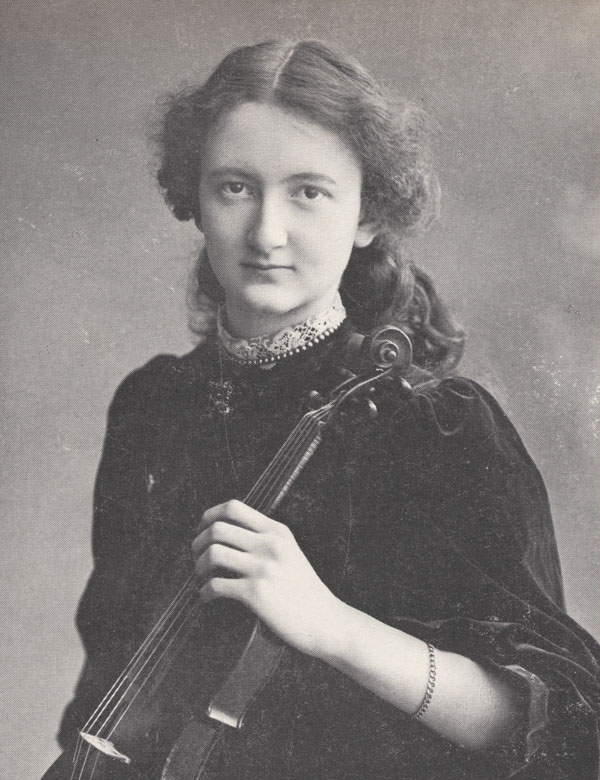
Kathleen Parlow nel 1905

Kathleen Parlow (Calgary, 20 settembre 1890 – Oakville (Canada), 19 agosto 1963) è stata una violinista e insegnante canadese.

## Biografia
Kathleen Parlow nacque a Calgary (Alberta).  All’età di quattro anni, la madre Minnie la portò a San Francisco dove iniziò a prendere lezioni dal cugino Conrad Coward e poi da Henry Holmes. Tenne la sua prima esibizione pubblica a sei anni per poi proseguire gli studi in Europa. Sempre accompagnata dalla madre, giunse a Londra il 1º gennaio 1905 si recò a Londra con 300 sterline raccolte alla chiesa di San Francisco. Dopo aver assistito a una esibizione di Mischa Elman, la madre decise di farle continuare gli studi con l'insegnante di Elman, Leopold Auer ma il denaro che avevano non era sufficiente per recarsi a San Pietroburgo, dove Auer insegnava. Il viaggio fu possibile solo grazie al sostegno finanziario del barone Lord Strathcona, alto commissario del Canada nel Regno Unito, Le due donne giunsero a San Pietroburgo nel 1906.

### Carriera concertistica
A 17 anni, dopo aver studiato un anno al Conservatorio di San Pietroburgo, la Parlow iniziò a esibirsi pubblicamente come solista a San Pietroburgo e a Helsinki.

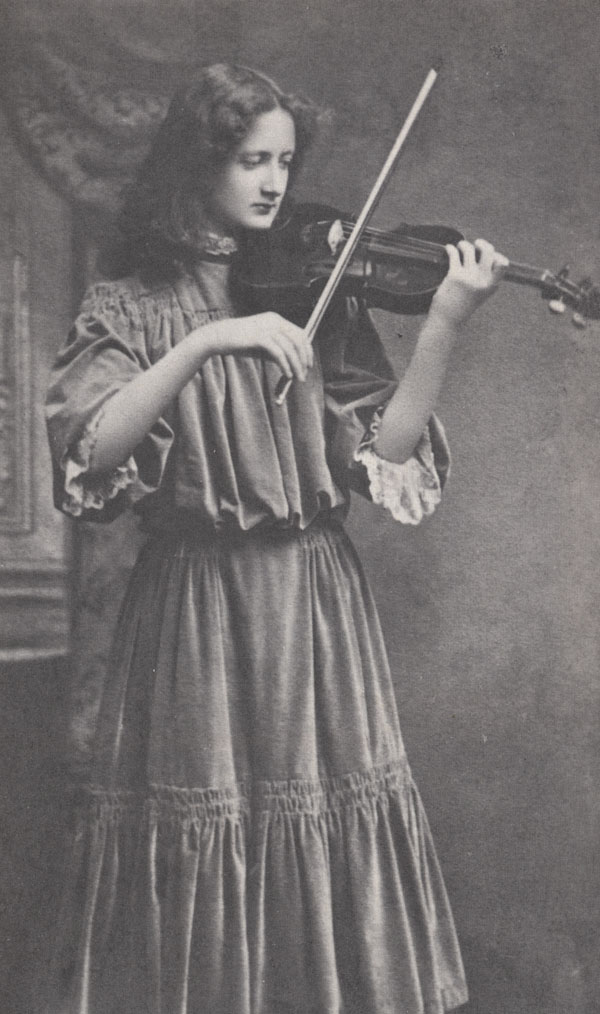
Kathleen Parlow

Il debutto professionale in un concerto a Berlino nel 1907 segnò l’inizio delle sue tournée concertistiche in Europa; Germania, Paesi Bassi e Norvegia dove si esibì per il re Haakon e la regina Maud, di cui sarebbe diventata la preferita. Sempre in Norvegia incontrò Einar Bjørnson, un ricco norvegese (figlio del premio Nobel Bjørnstjerne Bjørnson) che divenne suo amico e mecenate. Bjørnson acquistò per lei un violino realizzato nel 1735 dal liutaio Giuseppe Guarneri del Gesù. Il violino costava 2000 sterline ed era stato in precedenza di proprietà di Viotti.
La Parlow viaggiò in Europa, esibendosi per cinque anni, sempre insieme a sua madre: lei e Auer organizzarono vari concerti per la violinista, anche con famosi direttori d'orchestra come Thomas Beecham e Bruno Walter.
Nel novembre del 1910, Kathleen Parlow tornò in Nord America per un tour esibendosi a New York, Filadelfia, Montréal, Ottawa e Kingston. La sua prima esibizione con la Toronto Symphony Orchestra fu il 16 marzo 1911.
Tornata nel Canada occidentale, Parlow si esibì a Calgary, Regina, Moose Jaw, Saskatoon, Edmonton, Vancouver e Victoria.
Nel 1911 la Parlow tornò in Inghilterra con sua madre per altri concerti in Europa, mantenendo poi intenso programma itinerante, attraversando e riattraversando l'Atlantico per visitare sia l'Europa che il Nord America. Partecipò a un concerto di beneficenza per i sopravvissuti del Titanic e fece la sua prima registrazione su richiesta di Thomas Edison. Firmò poi un contratto con la Columbia Records per produrre registrazioni.
Fino al 1912, Parlow si era esibita principalmente come artista solista, ma dopo aver incontrato Ernesto Consolo, un pianista italiano, iniziò a suonare musica da camera.

### Kathleen Parlow e sua madre in Giappone

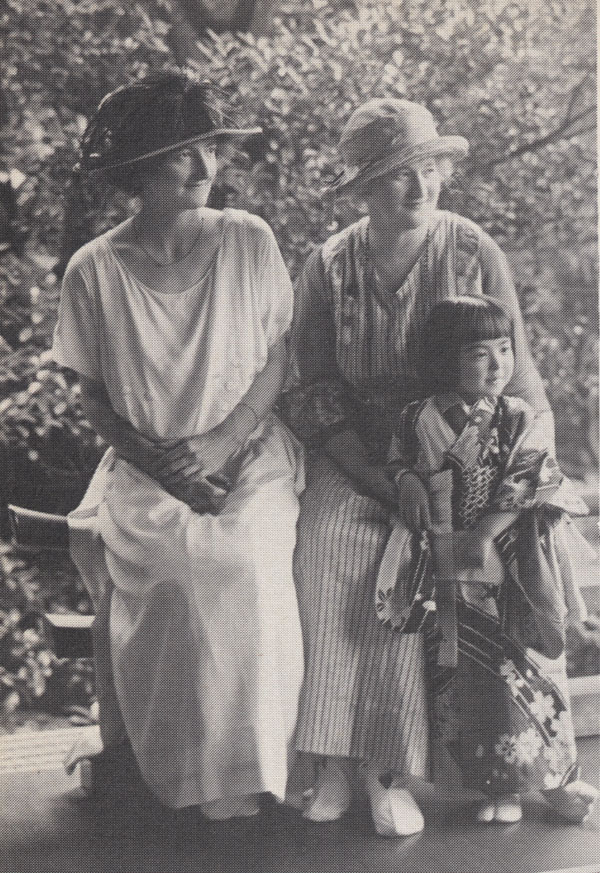
Kathleen Parlow e la madre Minnie Parlow in GIappone

Kathleen Parlow fece una quinta tournée in Nord America nel dicembre 1920 e la sua prima performance radiofonica a Seattle nell'aprile del 1922.
In seguito fece un tour di 22 mesi che includeva le Hawaii, l'Indonesia, la Cina, Singapore, la Corea e il Giappone dove fece registrazioni per la Nipponophone Company. Continuò a fare tournée, tornando in Europa, ma nel 1926 fece una pausa di un anno. Per rinnovare la sua carriera, fece un tour in Messico per tenere concerti (fu il suo primo viaggio senza la madre) conquistando gli elogi della critica, ma la sua situazione finanziaria rimase precaria.
Durante la prima guerra mondiale la Parlow viaggiò nelle nazioni neutrali d'Europa come Olanda, Danimarca, Norvegia e Svezia. Tornò in Nord America per un tour nella primavera del 1916, poi di nuovo nel Regno Unito, dove fu costretta a restar fino al 1919 per la difficoltà degli spostamenti. Si trasferì negli Stati Uniti nel 1926.

### Anni successivi
Siccome la sua carriera concertistica non era particolarmente redditizia, la Parlow cercò altri modi per avere qualche guadagno. Nel 1929, fu assunta al Mills College di Oakland, in California dove ottenne una laurea honoris causa nel 1933; fu qui che iniziò a suonare nei quartetti d'archi e nel 1935 formò il South Mountain Parlow Quartet.
Nel 1936, la Parlow accettò un impiego alla Juilliard School of Music, dove restò fino allo scoppio della seconda guerra mondiale, quando tornò in Canada e diede una serie di concerti al Royal Conservatory of Music di Toronto dove ottenne un impiego permanente nel 1941 grazie a sir Ernest MacMillan. Fece parte della Toronto Symphony Orchestra.

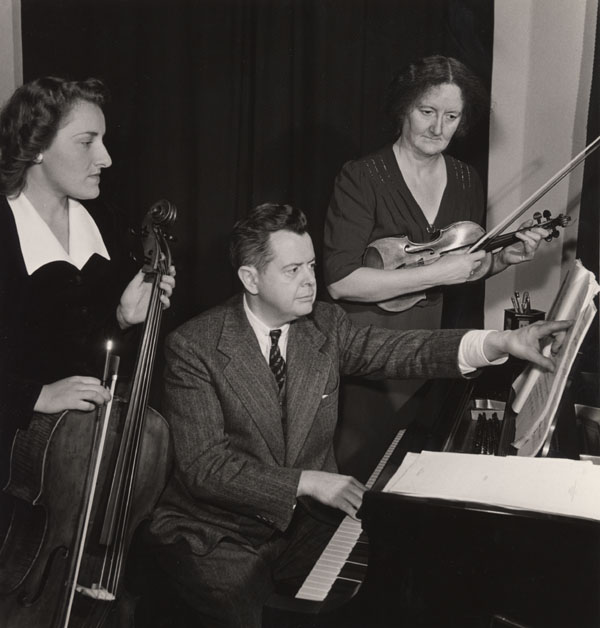
The Canadian Trio, 1941

Sempre a Toronto, formò il "Canadian Trio" e si esibì con Zara Nelsova che suonava il violoncello e Sir Ernest MacMillan che suonava il piano, ricevendo ottime recensioni; il trio continuò ad esibirsi in tutto il sud dell'Ontario, oltre che alla radio, fino al 1944. Visto il successo ottenuto, la Parlow diede vita al suo terzo quartetto d'archi nel 1942, chiamato Parlow String Quartet. Il quartetto includeva anche Isaac Mamott al violoncello, Samuel Hersenhoren come secondo violino e John Dembeck come violinista. Parlow fece tutto il lavoro amministrativo per il quartetto, che tenne concerti in Canada, sia dal vivo che alla radio. La prima esibizione fu trasmessa dalla Canadian Broadcasting Corporation nel 1943. Nei 15 anni di vita del quartetto, la Parlow ne rimase a capo ma gli altri artisti furono occasionalmente sostituiti.
Mentre la carriera della Parlow iniziava a declinare, la sua situazione finanziaria peggiorò progressivamente, perciò Godfrey Ridout e altri suoi amici costituirono un fondo per aiutarla. Nell'ottobre del 1959, fu nominata capo del College of Music della University of Western Ontario, che fornì le entrate necessarie.
Morì a Oakville nel 1963.
La cugina, la scrittrice Maida Parlow French, scrisse la sua biografia che fu pubblicata nel 1967.
Tra i molti studenti della Parlow si possono ricordare: Andrew Benac, Charles Dobias, Victor Feldbrill, Sydney Humphreys, Gerhard Kander, Morry Kernerman, John Montague, Joseph Pach, Rowland Pack, James Pataki, Clara Schranz e Erica Zentner, Marilyn Doty, Marjorie Edwards, Miriamvie Soloff, Emanuel Leplin, Marianne Moreland Pashler e Miriam Solovieff.

## Scritti
- Students Days in Russia, in «Canadian Music Journal», vol. 6 (Autumn 1961), pp. 13-20